# Punta López (Clarence Island)
Punta López ist eine Landspitze im Norden von Clarence Island im Archipel der Südlichen Shetlandinseln. Sie bildet den nordöstlichen Ausläufer des Kap Lloyd.
Chilenische Wissenschaftler benannten sie nach Raúl López Silva (1924–2002), Admiral der Armada de Chile, der die Befehlsgewalt über die 30. Chilenischen Antarktisexpedition (1975–1976) innehatte.